# Kraljev gambit, Keeneva obramba
Keeneva obramba je varianta šahovske otvoritve, imenovane sprejeti kraljev gambit. Keeneva obramba se začne s potezami:
- 1. e4 e5 2. f4 Dh4+